# ジェイムズ・ケアード号の航海

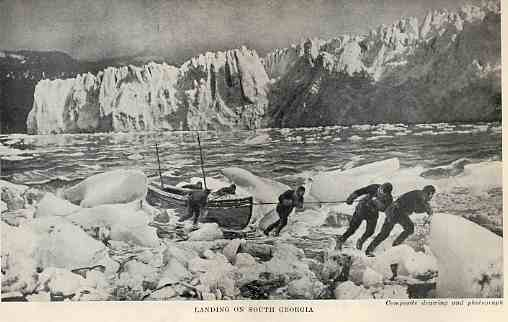
1916年5月10日、長い航海の果てにサウスジョージア島に上陸するジェイムズ・ケアード号を描いた絵画

ジェイムズ・ケアード号の航海（英: Voyage of the James Caird）は、アーネスト・シャクルトンが率いた帝国南極横断探検隊の中で、1916年に南極のサウスシェトランド諸島にあるエレファント島から、南大西洋のサウスジョージア島まで、約800海里 (1,500 km) を小さなボートで渡ったものである。探検隊は遠征に使ったエンデュアランス号が氷に潰された後で、エレファント島にわたり、その中から6人が救援を求めるために改造した救命ボートで出発した。極圏歴史家達は、それまで行われた中でもこの航海は小さなボートでの最大級の航海になったと評した。
1915年10月にエンデュアランス号がウェッデル海の叢氷によって沈められ、シャクルトンと隊員達は不安定な浮氷の上で漂流した。この集団は1916年4月まで北向きに漂流を続けていたが、このとき宿営していた氷が割れた。彼らは救命ボートでエレファント島に渡り、そこでシャクルトンは救援を得るための最も効果的な方法が、その救命ボートの1つでサウスジョージア島まで渡ることだと判断した。
3隻あった救命ボートの中で、ジェイムズ・ケアード号が最強と考えられ、その旅に耐えられそうだと判断した。その船名はダンディのジュート製造者かつ慈善事業家であり、その資金でこの遠征を可能にしていたジェイムズ・キー・ケアード卿から採られた。遠征に出る前に、船大工のハリー・マクニッシュが、南極海の荒い海にも耐えられるよう、そのボートを強化し改良していた。エレファント島を出た後は、転覆しそうになるなど多くの危険を乗り越えて、ボートは16日間の航海後にサウスジョージア島南岸にたどり着いた。シャクルトンと2人の隊員が島内陸の山岳を越えて、北岸の捕鯨基地に到着した。ここでエレファント島に残った隊員の救援隊を組織することができ、一人の生命も失うことなく救援に成功した。第一次世界大戦後、ジェイムズ・ケアード号はサウスジョージア島からイングランドに戻され、現在はシャクルトンの母校であるダリッジ・カレッジで永久展示されている。

## 背景

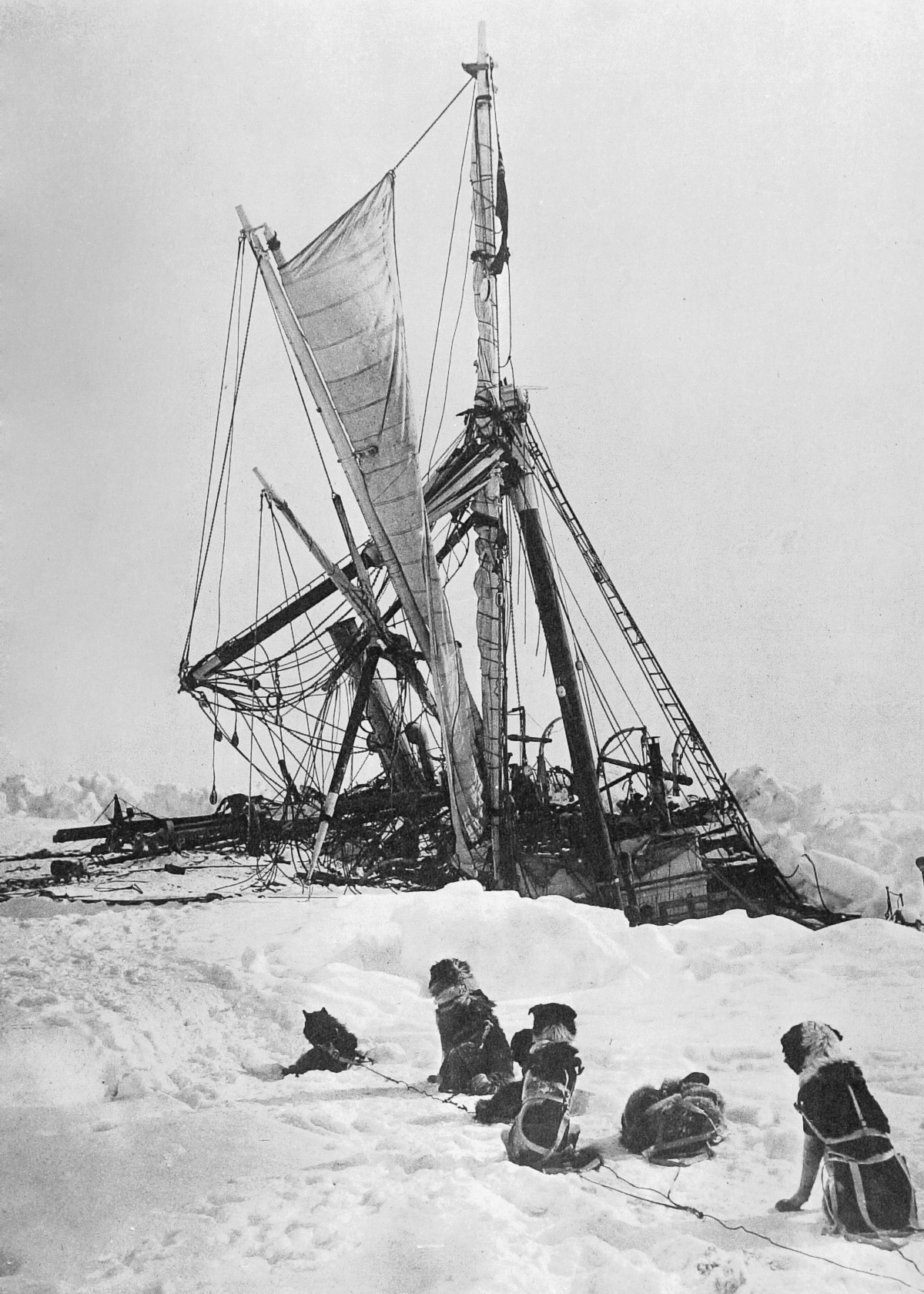
大きく傾いたエンデュアランス、氷の間に沈む直前の姿、1915年11月

1914年12月5日、シャクルトンの遠征船エンデュアランスがサウスジョージア島を発ってウェッデル海に向かった。これは帝国南極横断探検隊の第一段階だった。まずウェッデル海で探検されている中では最も南の南緯77度49分にあるバシェル湾に向かい、そこで陸上部隊が上陸して南極横断探検に備えることになっていた。しかしその目標地点に達する前に、船は叢氷に捉えられ、脱出の試みが長く行われたものの、1915年2月14日にしっかりと氷で周りを固められてしまった。その後の8か月間、船は北向きに漂流し、10月27日に氷の圧力で潰され、最後は11月21日に沈んだ。
シャクルトンと27名いた隊員は浮氷の上で宿営を始めた中で、シャクルトンの考えは如何にすればその隊員をうまく救うかに変わっていた。最初の計画は氷上を歩いて最も近い陸地に移動することであり、他の船が通ることがあると分かっている地点に達することだった。その移動を始めたが、氷表面の性状などによって進行が妨げられた。シャクルトンは後に「柔らかく、良く割れ、開口部が浮氷をあらゆる角度に割っていく」と表現していた。前進するために数日間苦闘した後で、行軍を中止した。隊は平らな浮氷の上で「忍耐のキャンプ」を構築し、さらに北に漂流して開けた海に出ていくのを待った。隊員はエンデュアランスから3隻の救命ボートを持ってきており、シャクルトンはそれらに遠征の主要な出資者からスタンコーム・ウィルズ、ダドリー・ドッカー、ジェイムズ・ケアードと名付けていた。隊は1916年4月8日まで待ち、その時点から救命ボートで氷を割って進み始めた。荒海や危険な浮氷の間を7日間、帆とオールを使った危険な航海の後で、隊は4月15日に暫定的な退避場であるエレファント島に到着した。

## エレファント島

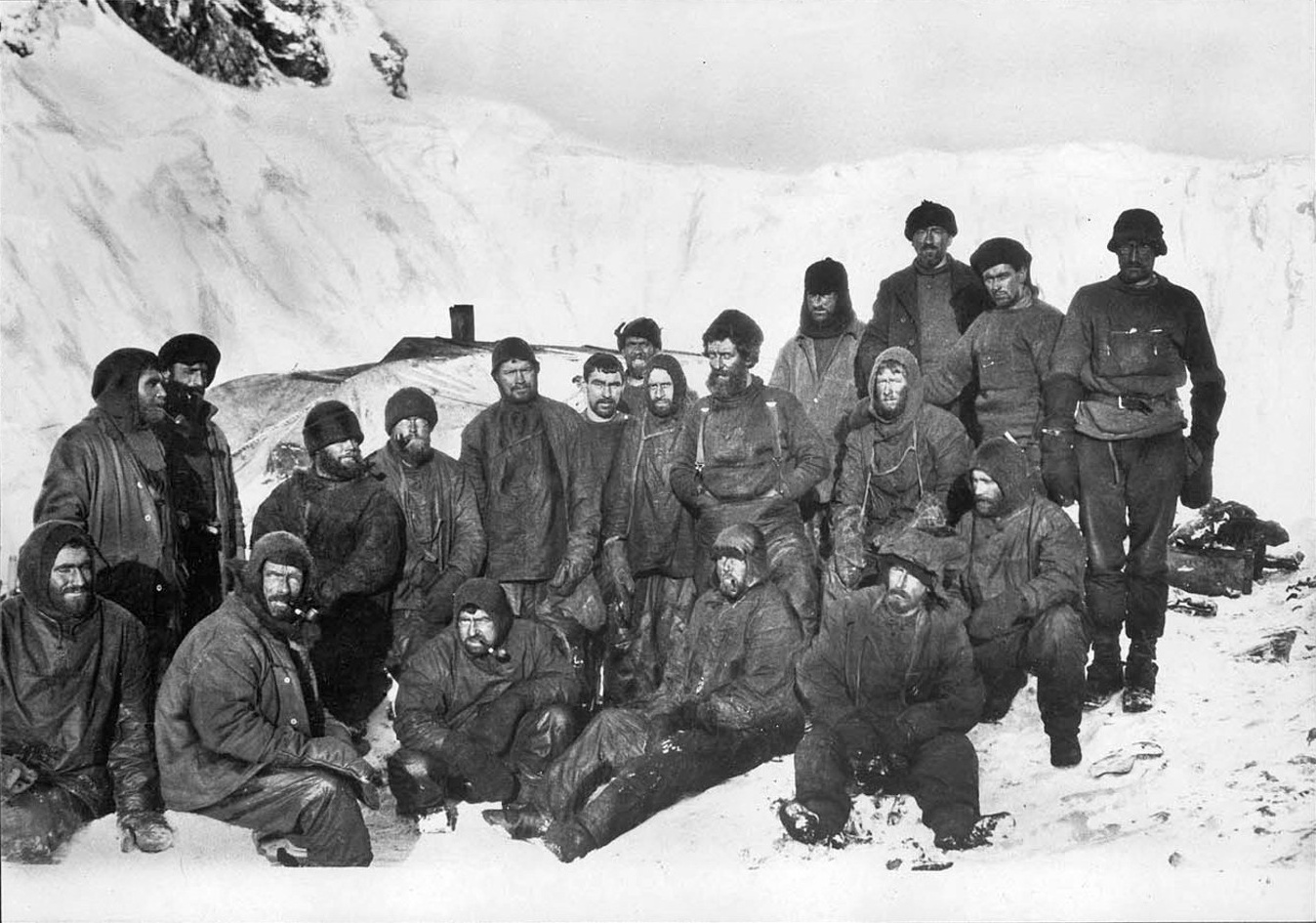
1916年4月、エレファント島に到着したシャクルトンの隊

サウスシェトランド諸島の東端部にあるエレファント島は、遠征隊が行こうと計画していた何処よりも遠く、また通常の船が通るルートからも遥かに離れていた。救援船が探しに来る可能性も低く、外界の機関が救援を考えるとしても無視して掛かるところだった。この島は荒涼として人には厳しく、大地には植物が生えなかったが、清水があり、アザラシやペンギンが比較的多かったので、差し当たり生存するための食料や燃料は調達できた。南極の冬の厳しさが急速に迫っていた。キャンプしている狭い砂利浜には既にほとんど連続した暴風や暴雪に見舞われており、その暫定キャンプのテントの1つを破壊しており、別のテントはぺしゃんこになった。それまでに隊員が経験した圧力や厳しさが、さらなる困難さを予告しており、隊員の多くは精神的にも肉体的にも疲れ切った状態にあった。
このような状態の中で、シャクルトンは救命ボートの1隻を使って助けを呼びに行くことにした。最も近い港は540海里 (1,000 km) 離れたフォークランド諸島のスタンレーだったが、偏西風のため、近づくのが困難だった。よりましな選択肢はサウスシェトランド諸島の西端部にあるデセプション島を目指すことだった。そこは無人島だが、海軍本部の記録では、難破船のための物資が蓄えられており、捕鯨業者がときたま訪れているということを示していた。しかし、そこに行くためにはやや開けてはいない海だが偏西風を逆行することになり、救援の手があるのか確実性が無かった。副隊長のフランク・ワイルドおよびエンデュアランス号船長のフランク・ワースリーと検討した後、シャクルトンは北東にあるサウスジョージア島の捕鯨船基地に行くことに決めた。このことは南極海を横切って約800海里 (1,500 km) というかなり長距離を救命ボートで航行することを意味した。冬が急速に近づいていたが、追い風を受ければ実行できると思われた。シャクルトンは「海に氷がなく、ボートが荒海に耐えれば、1か月の内に航海して、救援隊と共に戻って来られる」と考えた。

## 準備

ジェイムズ・ケアード号がエレファント島からサウスジョージア島まで辿った経路（青線）。緑はエレファント島に至るまでの経路

サウスジョージア島に行くとすれば、ハリケーン並みの暴風と、悪名高いケープホーン・ローラーズと呼ばれる荒波が予測された。波の高さは60フィート (18 m) にもなると見られた。それ故にシャクルトンは3隻の救命ボートの中で最も重く最強のものである、艇長22.5フィート (6.9 m) のジェイムズ・ケアード号を選んだ。ワースリーの命令に従ってロンドンでホエールボートとして建造され、ノルウェーの造船業者コリン・アーチャーが開発した「船首尾同形」に設計されていた。シャクルトンは遠征隊の大工であるハリー・マクニッシュにこのボートを外洋を行くことができるように改装することを求めた。マクニッシュは間に合わせの道具と材料で即座にボートの改装に取り掛かり、舷側高さを挙げ、木材と帆布で間に合わせの甲板を作り、油性ペンキ、ランプの芯、アザラシの血液で防水加工を施した。船体はダドリー・ドッカーのマストを竜骨の長さにわたって内部に縛りつけて補強した。その後にメインマストとミズンマストを持ち、ラグスル（縦帆）とジブ（三角帆）を張るケッチとして艤装された。ボートの重量は約1トンのバラストを足して重くされ、シャクルトンが遭遇するものと考えていた荒海でも転覆する危険性を減らした。
6人の隊員が1か月生存できるように物資が積まれ、そのことについてシャクルトンは後に「もし我々が1か月でサウスジョージア島まで達しなければ、そのときは我々は確実に破滅しているだろう」と記している。南極大陸横断のために用意されていた食料パックを積んだ。ビスケット、ボブリル（牛肉のエキス）、砂糖、乾燥ミルクが入っていた。18ガロン (68 L) の水2樽（そのうち1つは積み込み中に損傷し、海水に浸かった）、プリムス・ストーブ2個、パラフィン、石油、蝋燭、寝袋、および「幾つかのスペアのソックス」が積まれた。
シャクルトンが最初に選択した同行者はワースリーとトム・クリーンだった。クリーンは「行くことを懇願した」とシャクルトンは記している。クリーンは1901年から1904年のディスカバリー遠征以来の仲間であり、ロバート・スコット大佐のテラノバ遠征にも従っており、不幸な結果になった南極点行隊には直前までついて行って引き返して来ていた。シャクルトンは、クリーンならば苦しい中でも最後までやり通すと信頼を寄せており、またワースリーのナビゲーション能力には絶対の信頼があった。特に困難な局面で役割を果たす能力が特筆された。ワースリーは後に「南極の冬が始まっていたので、我々はこれまで経験した中でも最大に困難なことを知っており、世界の中でも最悪クラスの海を渡ろうとしていた」と記している。
ジェイムズ・ケアード号の残りの席には志願者を募った。多くの者が志願した中から、ジョン・ビンセントとティモシー・マッカーシーという屈強な船員2人を選んだ。最後の席には大工のマクニッシュを選んだ。「彼は50歳を過ぎているが（実際には41歳だった）、ボートの帆走には知識があり、しかも大変素早い」とシャクルトンはマクニッシュについて記している。ビンセントとマクニッシュは氷海からエレファント島までの困難な航海中に互いの価値を確認していた。二人とも幾らか扱いにくい性格であり、シャクルトンはその手元にトラブルメーカーになる可能性のある者を置いておこうと考えていた可能性がある。

## 無甲板ボートの旅

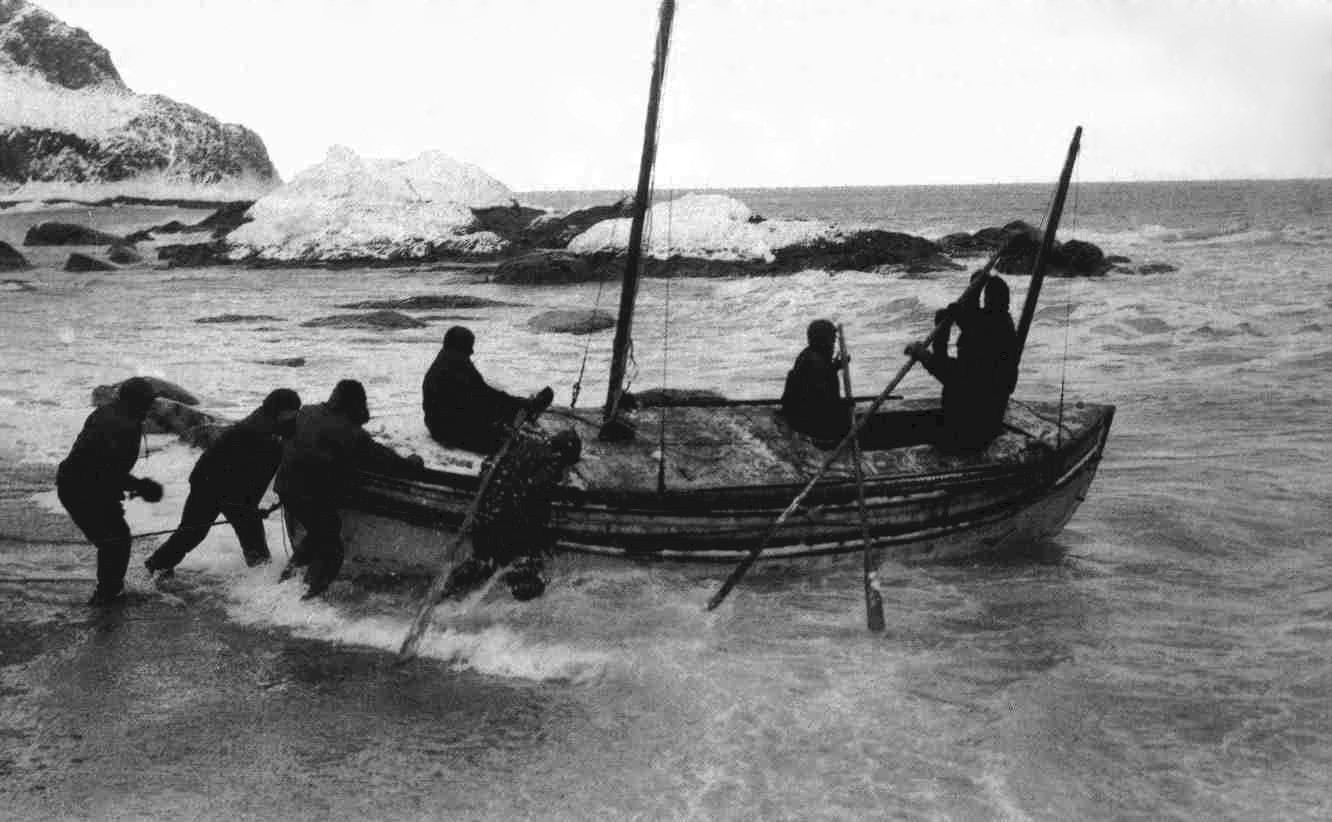
エレファント島の海岸から出発するジェイムズ・ケアード号、1916年4月24日

シャクルトンは出発前に、フランク・ワイルドにジェイムズ・ケアード号が出発すれば直ぐに、全指揮を執るように指示し、この旅が失敗すれば、翌春に隊員をデセプション島に連れていく試みを行うよう指示した。ジェイムズ・ケアード号は1916年4月24日にエレファント島を出発した。風は穏やかな南西風であったがそれが迅速な出発の助けとなり、ボートは直ぐに島の視界から消えた。
シャクルトンはワースリーに、真っ直ぐサウスジョージアに向かうのではなく、真北に進路を採るよう命じた。これは結氷し始めていた浮氷の原を避けるためだった。出発した夜半までに氷を背後にしたが、海はうねりが出ていた。翌日の夜明け、船はエレファント島から45海里 (83 km) 来ており、荒海と風力9の風（風速20.8〜24.4m/s）の中を走った。3人2組がウォッチにあたることとし、1人は舵、1人は帆、3人目が水の掻い出しにあたった。非番の3人は船首の小さな覆いのあるスペースで休んだ。当番が終わったときに場所を交代するときの難しさについて、シャクルトンは「それほど多くの痛みを感じなければ、ユーモアで処理してもよかった」と記している。その衣類は無甲板ボートの旅ではなく、南極の橇の旅のためにデザインされており、耐水性は無かった。凍るような海水に触れることが繰り返され、その肌は痛みっぱなしになった。
成功の鍵はワースリーの位置観測にあった。それは日の出の僅かな時間の間に、縦揺れ横揺れするボートの上で目視で行われた。最初に観測できたのは2日後のことであり、エレファント島から北に128海里(237 km) 来ていた。コースはサウスジョージア島に真っ直ぐ向かう方向に修正された。流氷の危険性は去っていたが、ドレーク海峡という危険な海域に差し掛かっており、陸地に妨げられない大波が地球を洗っていた。船が動くことでプリムス・ストーブで食料を温めることがほとんど不可能になり、コックになっていたクリーンは何とかして隊員に食べさせることを続けた。

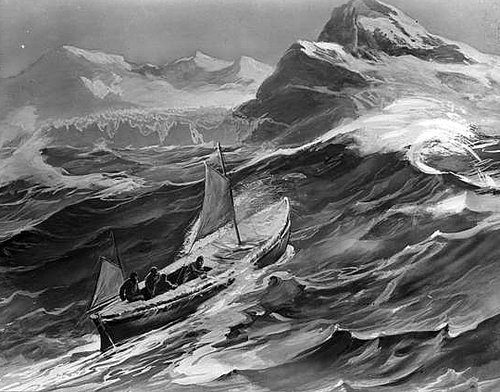
サウスジョージア島に近づくジェイムズ・ケアード号（シャクルトンの遠征記録『南』より）

次に位置観測ができたのは4月29日であり、238海里 (441 km) 移動してきていた。その後、最悪の気象条件になったので、観測は「想像力の楽しいふざけ」になったとワースリーは表現している。ジェイムズ・ケアード号は荒海で水を被り、沈没の危険性も常にあったが、絶え間ない掻い出しで沈没を免れていた。しかし気温が急速に降下し、凍った飛沫が蓄積され、そのために転覆する危険性が出てきた。隊員は斧を持って横揺れする甲板に這い出て、甲板や帆桁の氷を落とす必要があった。海錨を降ろして48時間停止し、風が収まるの待って帆を上げ前進した。これだけ骨折りしても、5月4日にワースリーが3回目の観測を行った結果では、サウスジョージア島までまだ250海里 (460 km) もあった。
5月5日、最悪の天候が戻って来て、これまで最大の荒海となり危険性が増した。シャクルトンは後に「我々のボートが持ち上げられ、波を破る時にはコルクの様に放り出されるのを感じた」と記した。ボートが沈まないように乗組員は死に物狂いで水を掻き出していた。それでもボートは目標に向かって前進を続け、翌5月6日にワースリーが推測航法で計算すると、サウスジョージア島の西端まで115海里(213 km) に来ていた。しかしこのときまでの2週間で溜まった疲労が隊員に重くのし掛かっていた。シャクルトンは、ビンセントが限界にきて活動できなくなり、マッカーシーは「弱いがハッピー」であり、マクニッシュは弱っているがそれでも「気概と精神」を示していると評していた。
5月7日、ワースリーがシャクルトンに、現在位置の精度が10マイル (16 km) 以内には抑えられないと告げた。強い南西風によって島を通り過ぎるほど吹き流される危険性を避けるために、シャクルトンはジェイムズ・ケアード号を島の人が住んでいない南西海岸に着けるようコースを少し変えるよう命じた。そこまで行けばボートを回して、島の反対側にある捕鯨基地に行けるかを試すことができると考えた。シャクルトンは「当時の我々にとって物事はすべて悪かった」と記したが、一方で「光明の時は、長く厳しい夜のウォッチの間に暖かいミルクのマグカップを、我々それぞれが受け取る時だった」とも記した。5月7日の遅い時間に、海藻が浮いているのを視認でき、翌朝には鵜など鳥の姿が見られた。鵜は陸から遠くには離れないことが分かっていた。5月8日正午を回った頃、サウスジョージア島を初めて視認した。

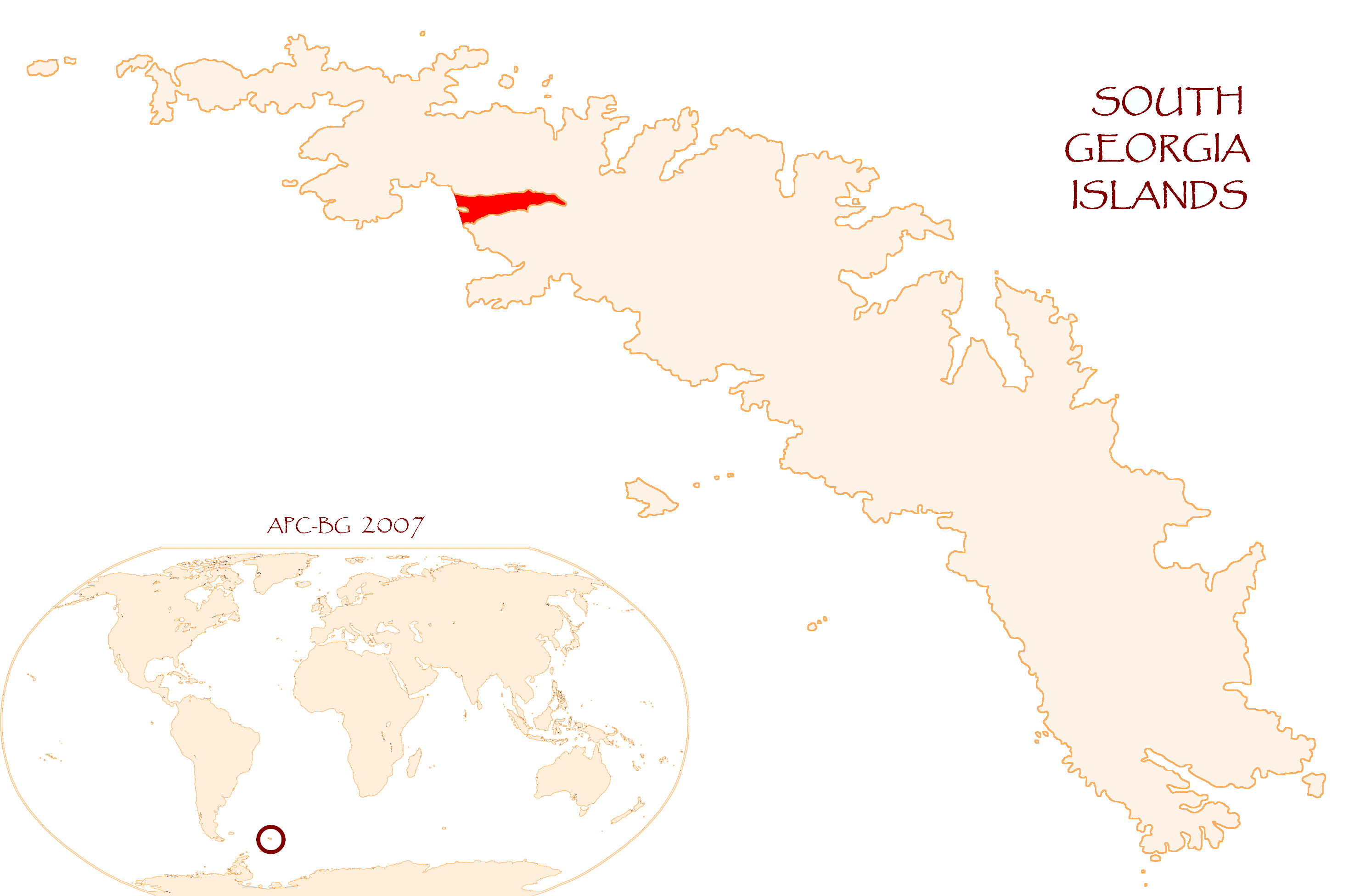
キングホーコン湾の位置

ボートが海岸線の高い崖に近づくと、荒海のために直接上陸するのは不可能だった。24時間というもの、彼らは離れて待つことを強いられた。風が北西寄りに変わり、「これまで経験したことのないような最大級のハリケーン」が急速に発達したためだった。この時間の大半では岩がちなサウスジョージア島の海岸に打ち付けられるか、その海岸から5マイル (8 km) 離れたアンネコフ島に同じくらい吹き寄せられて難破する危険性があった。5月10日、嵐が幾分和らいだとき、シャクルトンは弱っている隊員が次の日まで体力が続かないことを心配し、障害がなんであれ上陸を試みる必要があると判断した。彼らはキングホーコン湾入り口に近いケイブコーブに向かい、最後は数回試みた後でそこに上陸できた。シャクルトンは後にこのボートの航海のことを、「究極の闘争の1つ」と表現していた。歴史家のキャロル・アレクサンダーは「彼らは権威筋の注意深く重みづけした判断がなされるのを知ることがないか、あるいは気に掛けないかもしれないが、ジェイムズ・ケアード号の航海はかつてなされたボートの旅で最大級にランク付けされることになるだろう」と評している。

## サウスジョージア

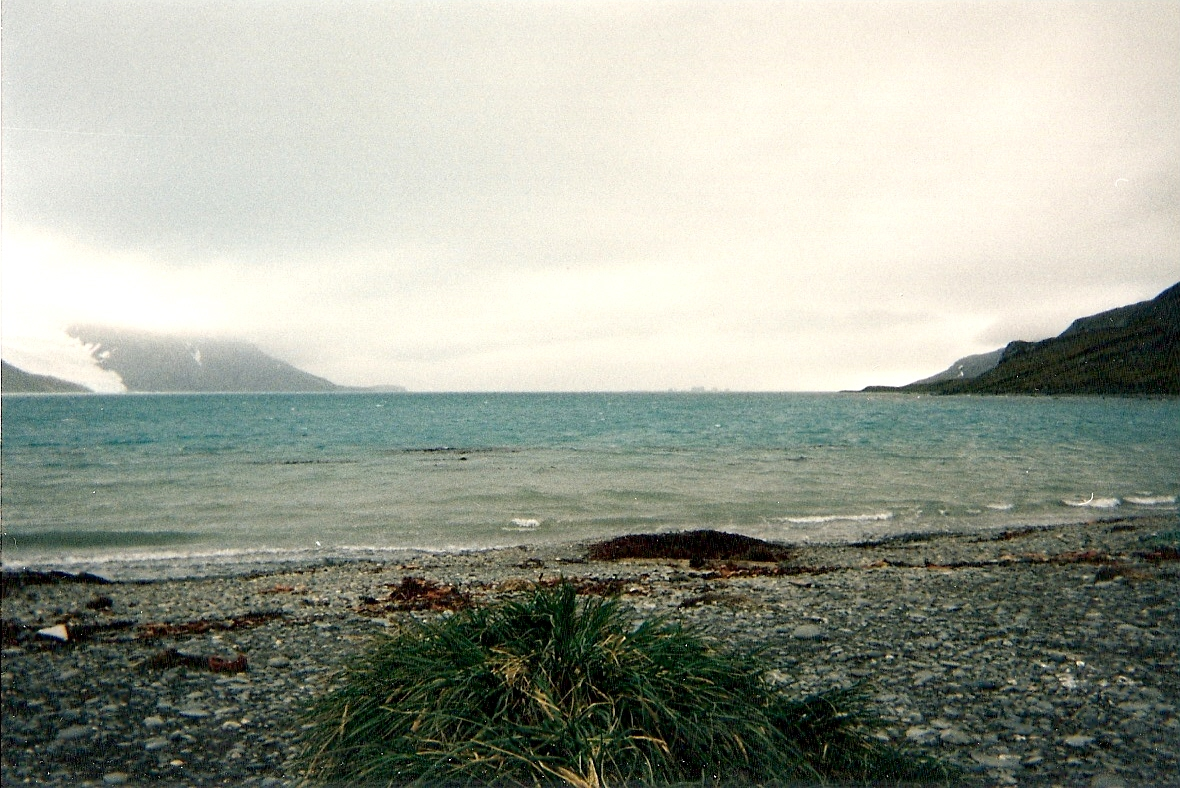
キングホーコン湾

隊員が回復すると、シャクルトンは、島の北海岸にある捕鯨基地にボートで回ることは不可能だと判断した。ビンセントとマクニッシュはそれ以上移動することが難しかった。シャクルトンはボートをキングホーコン湾のより安全な位置に移動させ、そこから自分と、ワースリー、クリーンが徒歩で島を横切り、人の住む基地であるストロムネスを目指すことにした。
5月15日、ジェイムズ・ケアード号は砂利浜に沿って約6海里 (11 km) の湾奥近くまで移動した。このときはジャーキンの下に持ってきていたトマス・マーサー・クロノメーターでナビゲートした。ここでボートを浜に上げ、待避所とするために上下逆さまに置かれた。この場所は「ペゴティ・キャンプ」と名付けられたが、これはチャールズ・ディケンズの『デイヴィッド・コパフィールド』で乳母のペゴティのボートの家から採られた。5月18日早朝、内陸横断を目指す3人の隊が、サウスジョージアでは確認されている中で初の島の横断に出発した。彼らは地図も無かったので、山の尾根や氷河を横切って行く必要があった。36時間連続で旅を続け、ストロムネスに到達した。シャクルトンの隊員は、ワースリーの表現では「かかしの恐ろしい3人組」になっていた。寒さ、風、凍傷、蓄積された脂肪の煤で真っ黒だった。5月19日、その夜遅く、原動機付の船がキングホーコン湾に派遣され、マッカーシー、マクニッシュ、ビンセントを拾い、ジェイムズ・ケアード号を曳いてきた。ワースリーは、ストロムネスに居たノルウェー人水夫が全て「ジェイムズ・ケアード号を桟橋の上に上げることを助ける栄誉を主張した」と記し、その身振りが「全く感動的だった」と記している。
南極の冬が始まり、氷の状態が悪かったので、シャクルトンがエレファント島に残された隊員のために救援船を送るには3か月以上待たねばならなかったが、最終的にルイス・パルドを船長とするチリ海軍の蒸気駆動タグボート「イェルチョ号」を使い、隊員全員を無事救出し、1916年9月3日にチリのプンタ・アレーナスに到着した。

## 航海の後

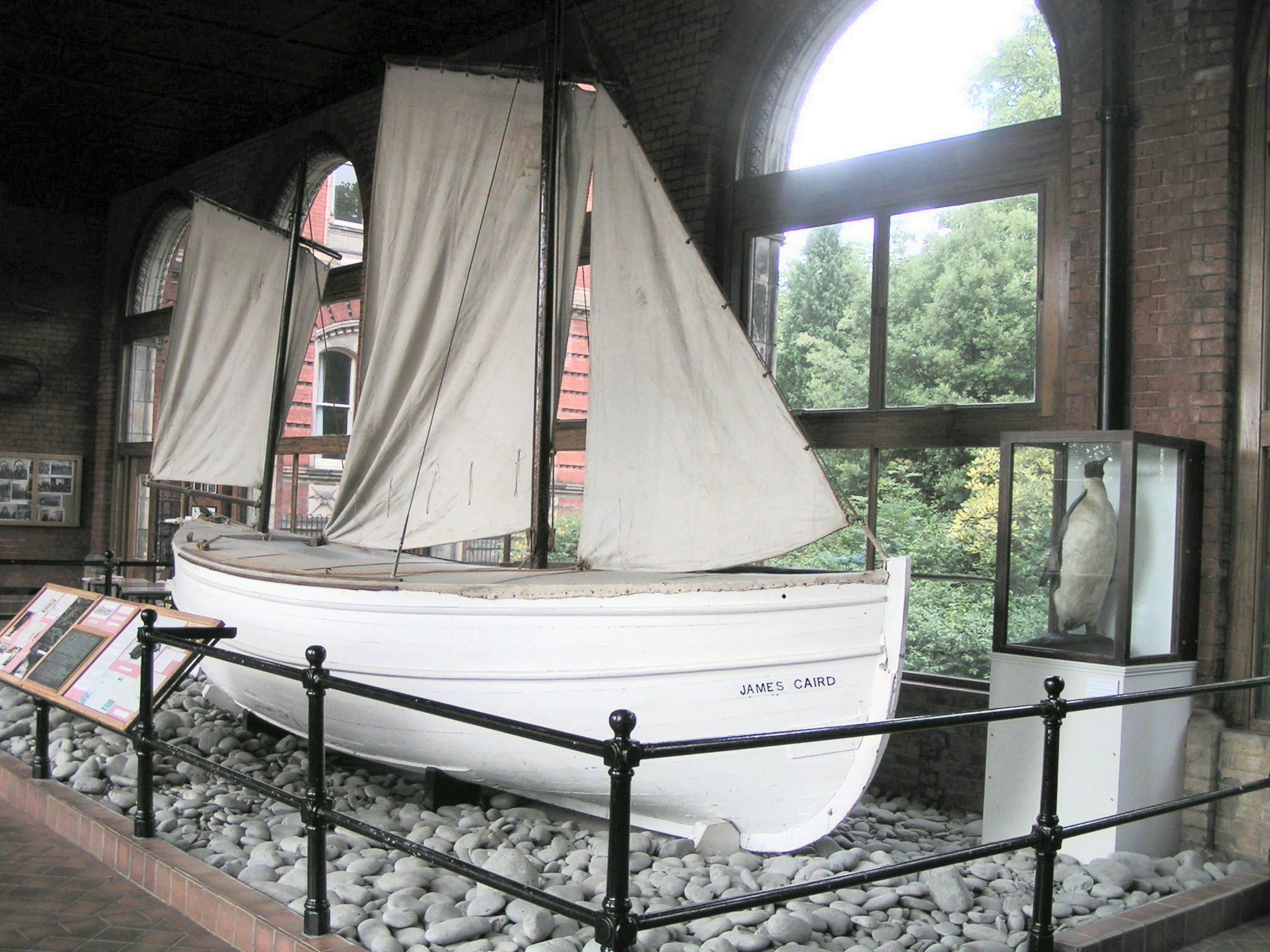
南ロンドンのダリッジ・カレッジで保存されているジェイムズ・ケアード号

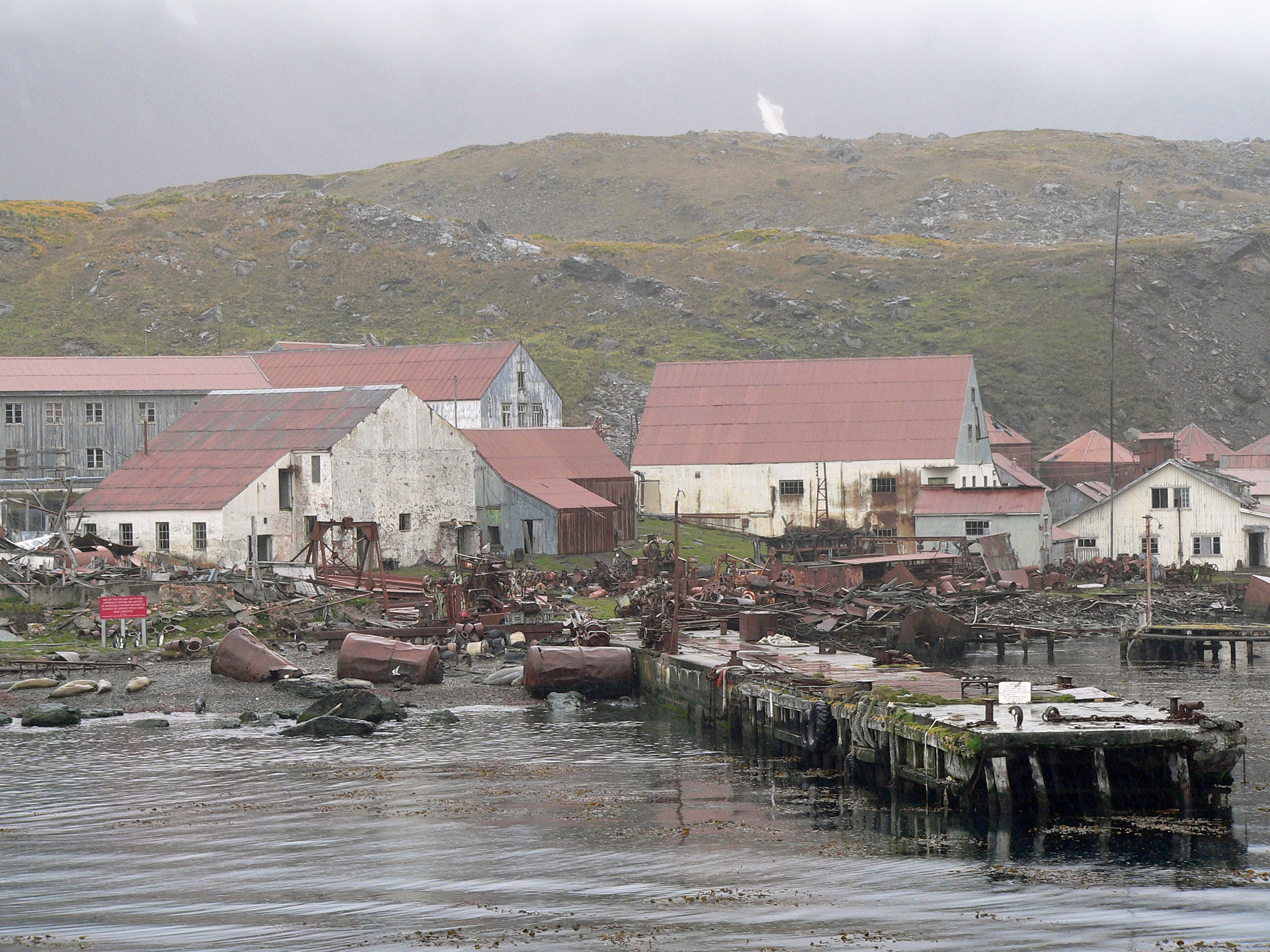
現在のストロムネスは廃墟となっている

ジェイムズ・ケアード号は1919年にイングランドに戻された。1921年、シャクルトンはシャクルトン＝ローウェット遠征を率いて南極に戻った。1922年1月5日、シャクルトンは心臓発作で急死した。遠征船クエストがサウスジョージア島に繋留されている間のことだった。
その年の後半、シャクルトン＝ローウェット遠征の資金を出し、南ロンドンのダリッジ・カレッジではシャクルトンの級友だったジョン・クイラー・ローウェットが、ジェイムズ・ケアード号をカレッジに贈呈することを決めた。ボートは1967年までそこに置かれていた。ただし収容する建物は1944年の空襲で酷く傷んでいた。1967年、ボートは国立海洋博物館の管理下に渡され、修復された。その後は1985年まで博物館に展示され、その後はダリッジ・カレッジに戻され、ノースクロイスター（修道院）の新しい場所に置かれた。その下にはサウスジョージア島とウェールズのアベリストウィスから集められた石が敷かれた。この場所はジェイムズ・ケアード号の恒久的な展示場所になったが、時には大きな展示会、ロンドン・ボートショーやグリニッジ、ポーツマス、ファルマスでの行事に貸し出されることがある。海外ではワシントンD.C.、ニューヨーク、シドニー、ボンでも展示されたことがある。
ジェイムズ・ケアード協会は1944年に設立され、「南極における発見の著しい功績の記憶を保存し、顕彰し、アーネスト・シャクルトン卿の名前に関わる傑出した指導者資質を称賛する」ためとされている。